# North Salt Lake
North Salt Lake je město v okresu Davis County ve státě Utah ve Spojených státech amerických. K roku 2010 zde žilo 16 322 obyvatel. S celkovou rozlohou 21,4 km² byla hustota zalidnění 760 obyvatel na km².